# Adobe Digital Editions
Adobe Digital Editions é um software para leitura de livros digitais desenvolvido pela Adobe Systems, criado inicialmente (versões 1.x) usando o Adobe Flash. É utilizado para gerenciar e ler e-books, jornais digitais e outras publicações digitais. O programa suporta PDF, XHTML (por meio do formato de arquivo aberto EPUB) e conteúdo baseado em Flash. Ele implementa um sistema patenteado de gestão de direitos digitais que, desde a versão 1.5 de maio de 2008, permite o compartilhamento de documentos entre múltiplos computadores e a autenticação do usuário por meio de uma ID da Adobe. Adobe Digital Editions é o sucessor do Adobe eBook Reader.
As versões para Windows e OS X do programa Adobe Digital Editions foram lançadas em 19 de junho de 2007. Versões anteriores do software requeriam a versão 9.0 do Adobe Flash Player. Começando com a versão 2.0, entretanto, que depende do .Net 3.5 no Windows, o Flash Player não é mais suportado. A Adobe iniciou o desenvolvimento de uma versão para Linux do programa em 2007; contudo, não houve nenhum lançamento beta ou qualquer atualização formal.

## Gestão de direitos digitais
Adobe Digital Editions utiliza a gestão de direitos digitais (DRM) ADEPT (Adobe Digital Experience Protection Technology), que também é usada em alguns leitores de livros digitais, incluindo iPads e muitos dispositivos Android, mas não no Kindle. O software trava conteúdo em até seis máquinas e permite ao usuário ver o conteúdo em todas elas. Livros digitais Barnes & Noble (B&N) são protegidos por uma variante do ADEPT.
Em março de 2009, o autor do blog de engenharia reversa i♥cabbages anunciou que havia quebrado essa proteção.